# Institut supérieur de technologie de Côte d'Ivoire
L'institut supérieur de technologie de Côte d'Ivoire (ISTCI) est un établissement privé d'enseignement supérieur et de recherche dont le siège est situé dans le quartier du Plateau à Abidjan, la capitale économique de la Côte d'Ivoire.

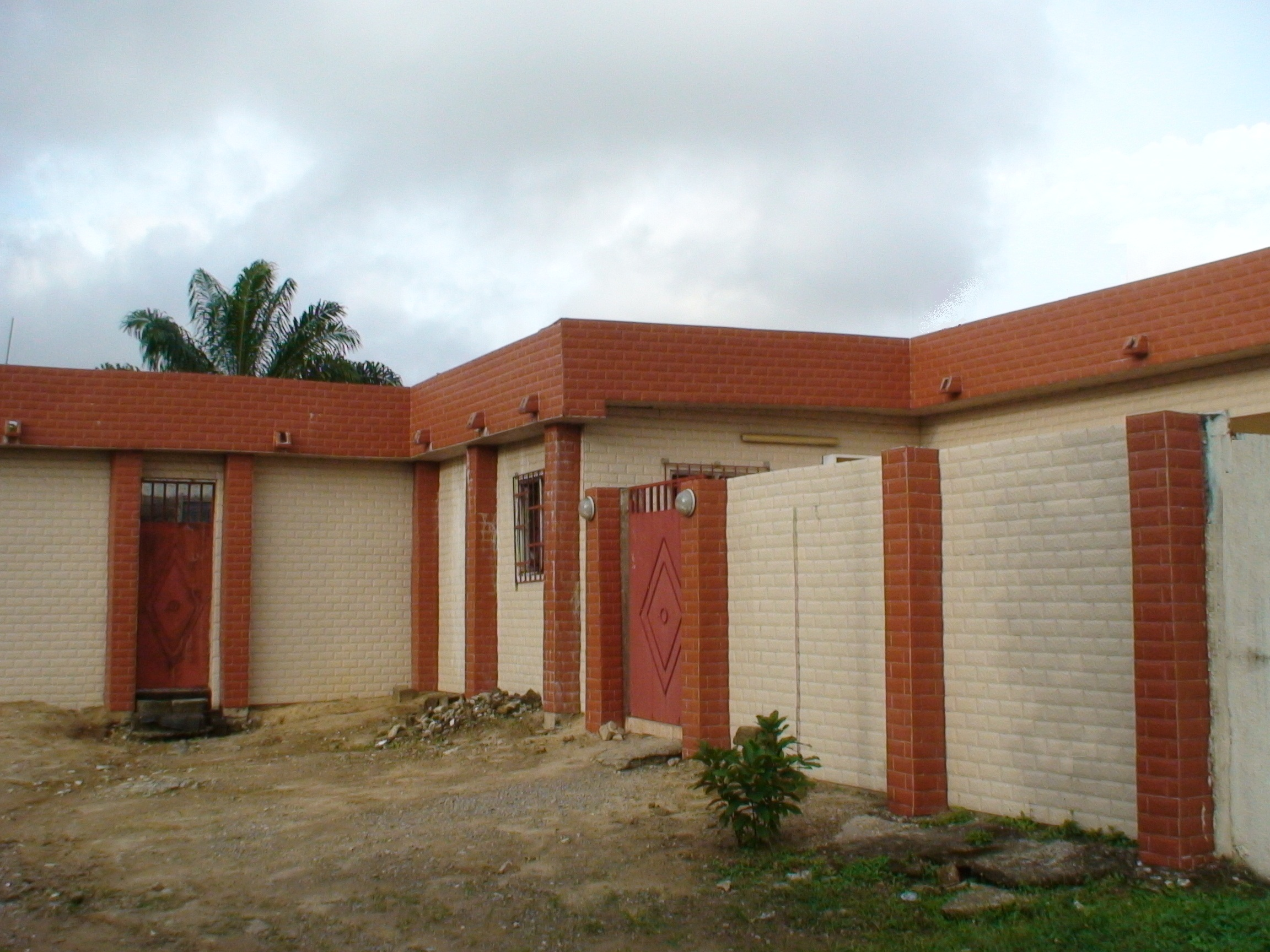
ISTCI, Campus de Cocody Cité des Arts à Abidjan

## Historique
Créé en 2007 (autorisation n° 062/MESRS/DESPRI/ S-DAH/CF du 22 janvier 2007) par un groupe d'enseignants-chercheurs, l'ISTCI est une institution universitaire à caractère scientifique, culturel et professionnel jouissant de la personnalité morale, de l'autonomie pédagogique et scientifique, administrative et financière.
Il concourt aux missions de l'enseignement supérieur et de la recherche scientifique par la formation initiale et continue à travers cinq grandes écoles spécialisées.
L'ISTCI accorde également une importance majeure à la qualité de la recherche en s'attachant au développement des liens de coopération avec la communauté scientifique internationale en vue :
- de la diffusion de la culture,
- de l'information scientifique et technique,
- du transfert de technologie.

L'ISTCI est une institution membre du Réseau des universités des sciences et technologies des pays d'Afrique au sud du Sahara (RUSTA).

## Organisation
L'ISTCI est composé de cinq grandes écoles spécialisées et d'un centre de recherche :

### Grandes Écoles spécialisées
- École Supérieure de Management et d'Administration des Entreprises (ESMAE)
- École Supérieure de Communication (ESCOM)
- École Supérieure des Travaux Publics, Mines et Géologie (ESTPMG)
- École Supérieure de Technologie Industrielle (ESTI)
- École Supérieure d'Informatique Appliquée (ESIA)

#### Filières
Les grandes écoles de l'ISTCI proposent les filières suivantes, :
- Administration des entreprises
- Automatisme et systèmes
- Communication d'entreprise
- Gestion des entreprises
- Informatique industrielle et maintenance
- NTIC
- Sciences de gestion

### Centre de recherche
- Consortium pour le management de la recherche fondamentale et appliquée en Afrique au sud du Sahara (COMREFAS)

## Campus
L'ISTCI dispose de deux campus à Abidjan (au Plateau et à Cocody).

## Relations internationales
Depuis sa création, l'ISTCI s'est efforcé de développer un réseau de coopération internationale avec des universités étrangères et notamment avec l'université de Poitiers.